# オトナノススメ (曲)
「オトナノススメ」は、怒髪天の9枚目のシングル。2009年11月4日にテイチクエンタテイメントからリリースされた。

## 概要
前作「労働CALLING」から約10ヶ月ぶりとなるシングル。
2曲収録の通常盤と、2009年6月28日に行われた『プロレタリアン・ラリアット tour 09』の最終日、赤坂BLITZ公演のライブ映像の付属した初回限定盤の2形態でリリースされた。
ジャケット写真は、王冠を被った福沢諭吉の肖像画の目と口が裂かれ、そこに曲名とバンド名の文字が書かれた写真が使用されている。これはパンク・ロックバンド、セックス・ピストルズのシングル「ゴッド・セイヴ・ザ・クイーン」のジャケットのエリザベス女王の写真を福沢諭吉に置き換えた、いわゆるパロディであり、書体も寄せて書かれている。また、初回限定盤のジャケットは、青を基調とした通常盤とは異なり、黄色とピンクを基調としたカラーリングが採用されている。これは同バンドのアルバム『勝手にしやがれ!!』の配色に由来する。
同じスタジオの別室でシングル「LET IT GO」のコーラス収録をしていたロックバンドのBEAT CRUSADERSと意気投合しお互いの楽曲にコーラスとして参加しあったというエピソードがある。
2009年11月11日付のオリコンチャートで週間33位、Billboard Japan Hot 100では週間54位にランクインした。

## 収録曲
| 全作詞: 増子直純、全作曲: 上原子友康、全編曲: 怒髪天 / 大久保友裕。 |                    |          |            |      |
| #                                                                   | タイトル           | 作詞     | 作曲・編曲 | 時間 |
| 1.                                                                  | 「オトナノススメ」 | 増子直純 | 上原子友康 | 4:44 |
| 2.                                                                  | 「武蔵野流星号」   | 増子直純 | 上原子友康 | 3:52 |
| 合計時間:                                                           | 合計時間:          | 8:37     |            |      |

### 初回限定盤特典
「プロレタリアン・ラリアット tour 09 ～チャンピオン・カーニバル～」［赤坂BLITZ 2009.6.28］
1. GREAT NUMBER
2. 労働CALLING
3. マン・イズ・ヘヴィ
4. うたのうた
5. サムライブルー
6. 全人類肯定曲
7. NO MUSIC, NO LIFE.
8. セバ・ナ・セバーナ
9. よりみち
10. 酒燃料爆進曲

## 楽曲解説
1. オトナノススメ
  - アルバム『オトナマイト・ダンディー』1トラック目。
  - 板屋宏幸監督のミュージック・ビデオが制作された。
  - 本楽曲の意図として、パンクの常套句として1960年代のヒッピー・ムーブメントの中で発せられたとされる「Don't trust over thirty[注釈 1]（30歳以上のやつらを信用するな）」という言葉へのアンチテーゼとして制作されたという背景がある[7]。
  - サビ冒頭の歌詞として、制作初めの頃は「それゆけオッサン！」や「強いぞ！オッサン」などの歌詞が採用されていたが、上原子の「サビはみんなで歌いたい場所だから、“オッサン”ってライブで言うのかと思ったら、ちょっと言いたくないな」という意見から、現在の「オトナはサイコー！」に歌詞が変更された[8]。
  - 2015年8月5日に発売されたセルフトリビュート・アルバム『音楽的厨房』の1トラック目に同曲のリアレンジ版が収録されている[9]。
  - 2019年に怒髪天35周年企画として総勢220名のミュージシャンが参加したトリビュート音源「オトナノススメ～35th 愛されSP～」が制作された[10]。同楽曲のミュージックビデオはYouTubeにて公開[10]、現在300万回以上再生されており、怒髪天の中で最も再生回数の多いミュージックビデオとなっている。
2. 武蔵野流星号
  - スポーツバイクイベント「CYCLE MODE international 2009」テーマソング[11]。
  - アルバム『オトナマイト・ダンディー』6トラック目。
  - 当時the pillowsの山中さわおと増子が呑んでいた時に言われた「怒髪天のラヴソングとか俺すごい好きなんですけど、最近全然作ってくんないじゃないですか。たまにやってくださいよ」というリクエストから制作された楽曲[12]。